# 福岡県道701号城島三潴線
福岡県道701号城島三潴線（ふくおかけんどう701ごう じょうじまみずません）は、福岡県久留米市を通る一般県道である。

## 概要
久留米市城島町から、同市三潴町に至る。
県道指定当時は三潴郡城島町、同郡三潴町であり、久留米市の周辺の2町を結ぶ路線である。1951年（昭和26年）に休止、1966年（昭和41年）に廃線となった西鉄大川線の早津崎駅から江島駅付近までの線路跡に沿っている。沿線には日本酒の蔵元が多い。

### 路線データ
- 起点：福岡県久留米市城島町江島（福岡県道47号久留米城島大川線交点）
- 終点：福岡県久留米市三潴町早津崎（早津崎交差点、福岡県道23号久留米柳川線交点）

## 路線状況

### 道路施設

#### 橋梁
- 城島大橋（山ノ井川）

## 地理

### 通過する自治体
- 久留米市

### 交差する道路
| 交差する道路                      | 交差する場所 | 交差する場所        |
| --------------------------------- | ------------ | ------------------- |
| 福岡県道47号久留米城島大川線      | 城島町江島   | 起点                |
| 福岡県道702号柳川城島線           | 城島町楢津   | 楢津交差点          |
| 福岡県道83号大和城島線            | 城島町城島   | 城島新町交差点      |
| 佐賀県道・福岡県道15号佐賀八女線  | 城島町城島   | 城島中町交差点      |
| 佐賀県道・福岡県道133号坊所城島線 | 城島町城島   |                     |
| 福岡県道710号宮本大川線           | 三潴町高三潴 | 塚崎交差点          |
| 福岡県道23号久留米柳川線          | 三潴町早津崎 | 早津崎交差点 / 終点 |

### 沿線
- 旧西鉄大川線の廃駅跡
  - 江島駅 - 城島新町駅 - 城島駅 - 草場駅 - 塚崎駅 - 早津崎駅
- 酒蔵
  - 富安本家酒造、有薫酒造、池亀酒造、萬年亀酒造など
- 久留米市立城島中学校
- 久留米市役所 城島総合支所
- 福岡県立三潴高等学校
- 久留米市立城島小学校（筑後十五城城島城跡）
- 久留米市立三潴小学校（近くに蒸気機関車の保存展示あり）